# In the Name of Suffering
In the Name of Suffering (engl.; „Im Namen des Leidens“) ist das 1990 erschienene Debütalbum der Sludgeband EyeHateGod, das als Initialzündung des Musikgenres gilt.

## Geschichte
Nachdem EyeHateGod zwei Demos, Garden Dwarf Woman Driver und Lack of Almost Everything, selbst vermarktet hatten und mit den Demos ihre Musik verschiedenen Plattenfirmen angeboten hatten, nahm sie das französische Label Intellectual Convulsion 1990 für ein Album unter Vertrag. Die Band produzierte dieses erste Album in einem kleinen Studio in Kenner, Louisiana, ohne einen professionellen Tontechniker, sondern nur mit den Angestellten des Festival Studios. Für die Produktion stellte die Firma eine Summe von 1.000 US-Dollar zur Verfügung, von denen Sänger Mike IX Williams zufolge 800 US-Dollar dem Studio und den Technikern zu kam und 200 US-Dollar für Alkohol und Marihuana ausgegeben wurden.

„We had no clue what the Fuck to do in a 'real' Studio so we just went with instinct.“

„Wir hatten keine Ahnung was zum Teufel in einem 'richtigen' Studio zu tun war, also handelten wir Instinktiv.“

Gary Mader, Bassist der Band seit 2001, erklärte, dass die Band zur Zeit der Aufnahmen des Albums ihr eigenes Schaffen noch eher als Witz, denn als ernsthafte Passion gesehen hatte.
J. Bennett zufolge wurde das Album auf einem unvollständigen Drumkit und mit billigen Gitarren mit fehlenden Saiten eingespielt. Mike IX bezeichnete das Album im Nachhinein als kompromisslos, rau und primitiv aggressiv, ein Umstand, den er auch der dilettantischen Produktion zuschrieb. Joe LaCaze beurteilte den Klang des Albums ähnlich und betonte die Überraschung der Band, dass es überhaupt jemanden gab, der bereit war die Musik zu verlegen.
Die kleine französische Plattenfirma presste etwa 2.000 Exemplare des Debütalbums und stellte jedem Bandmitglied fünf Alben zur Verfügung. Nachdem die Plattenfirma jedoch Konkurs anmelden musste, wechselte die Band zum deutschen Label Century Media. Century verpflichtete EyeHateGod für fünf weitere Alben, veröffentlichte In the Name of Suffering 1992 erneut und lud die Band ein, eine gemeinsame Europa-Tour mit Crowbar zu bestreiten, für die Jimmy Bower damals Schlagzeug spielte.
Am 29. Oktober 2007, sechs Jahre nachdem EyeHateGod sich aus dem Vertrag mit Century Media gelöst hatten, veröffentlichte die Firma das Album zum wiederholten Male und erweiterte es um vier Alternativversionen der Titel Left to Starve; Hit a Girl; Depress und Children of God, die ursprünglich vom Demo Lack of Almost Everything aus dem Jahr 1990 stammten. Alle vier Stücke wurden bereits auf dem Livealbum 10 Years of Abuse (and Still Broke) aus dem Jahr 2001 veröffentlicht. Hinzu kamen auch einige von Mike IX Williams verfasste Liner Notes.

## Stil
William York zufolge waren alle Elemente, die später für den Sludge typisch sein sollten, bereits auf diesem Album enthalten. Er beschrieb den Stil des Albums als grob, aggressiv, schleppend und roh – eine Mischung aus Doom Metal und Hardcore mit Einflüssen aus dem Blues und Stoner Rock, gelegentlich unterbrochen von Noiseausbrüchen, die stets von Michael IX Williams’ kehlig krächzendem Kreisch- und Brüllgesang begleitet wird.

„Lots of feedback, squeals and „fat“ bass lines. The guitars are fuzzy and distorted, playing some slow and catchy riffs that go well with the bass. Even though most of the music is quite slow and linear there are still some fast moments that will get your blood pumping.“

„Viele Rückkopplungen, Gekreische und „fette“ Bassläufe. Die Gitarren klingen undeutlich und verzerrt und laufen doch langsam und einprägsam mit dem Bass mit. Obwohl der Großteil der Musik langsam bleibt gibt es einige schnelle Momente die das Blut zum kochen bringen.“

Die wiederkehrenden Rückkopplungen der Gitarren, Williams kehliger Gesang, die grobe Produktion und die eingängigen Bassläufe werden von verschiedenen Rezensenten betont.

„When we did the first album, it was impossible to explain to these guys that we wanted the feedback, that it was part of the song.“

„Als wir das erste Album machten, war es unmöglich den Leuten zu erklären, dass wir die Rückkopplungen wollten, dass sie Teil der Songs waren.“

York verglich die Band mit späten Black Flag und langsamen The Melvins. Diese Vergleiche, besonders mit The Melvins, werden auch von Jimmy Bower und Mike Williams unterstrichen.

## Einfluss
Obwohl die Mischung aus Hardcore Punk und Doom Metal nach Mike IX Williams Einschätzung zur Zeit des Albums verpönt war, sollte sie für den Sludge prägend sein.

„Mit einer Rückkopplung und einem kleinen Basslauf läuteten Eyehategod mit Depress eins der maßgebendsten Alben und die Gründung des Sludge ein. In 4:58 Minuten verdichten sich bereits alle Eyehategod Trademarks zu einem Wutklumpen, der noch heute seines gleichen sucht: Wummernder Bass, grenzdebiles Kreischen, Uptempo Parts und schleppende Versatzstücke,“

Seither gelten EyeHateGod, neben Down und Crowbar als wichtige Größe der NOLA-Metal-Szene sowie als Ursprungsband des Sludge.

## Titelliste
1. Depress – 4:58
2. Man Is Too Ignorant to Exist – 2:37
3. Shinobi – 5:15
4. Pigs – 2:59
5. Run it Into the Ground – 3:10
6. Godsong – 2:44
7. Children of God – 3:10
8. Left to Starve – 3:09
9. Hostility Dose – 2:43
10. Hit a Girl – 4:18
11. Left to Starve (Demo) – 4:06
12. Hit a Girl (Demo) – 4:12
13. Depress (Demo) – 7:34
14. Children of God (Demo) – 3:46